# Borki (Ełk)
Borki (deutsch Borken) ist ein Dorf in der polnischen Woiwodschaft Ermland-Masuren, die zur Gmina Ełk (Landgemeinde Lyck) im Powiat Ełcki (Kreis Lyck) gehört.

## Geographische Lage
Borki liegt im südlichen Osten der Woiwodschaft Ermland-Masuren, 13 Kilometer südlich der Kreisstadt Ełk (Lyck). Wenige hundert Meter westlich von Borki liegt Borki, eine gleichnamige Ortschaft, die zur Gmina Prostki (Prostken) gehört.

## Geschichte
Im Jahre 1484 wurde das vor 1785 Borcken, vor 1871 Adlig Borken und bis 1945 Borken genannte Dorf (mit späterem Gut) gegründet. Im Jahr 1874 wurde es mit dem später integrierten Wohnplatz Borkenhof (polnisch Borecki Dwór) in den neu errichteten Amtsbezirk Gorczitzen (polnisch Gorczyce) eingegliedert, der zum Kreis Lyck im Regierungsbezirk Gumbinnen der preußischen Provinz Ostpreußen gehörte. In den Jahren vor 1888 wurde der Amtsbezirk umbenannt, indem jetzt das Dorf Borken in die Namensgebung einbezogen wurde: Amtsbezirk Borken. Unter diesem Namen bestand er bis 1945, ab 1905 dem Regierungsbezirk Allenstein zugeordnet.
In Borken waren im Jahre 1910 insgesamt 243 Einwohner registriert. Aufgrund der Bestimmungen des Versailler Vertrags stimmte die Bevölkerung im Abstimmungsgebiet Allenstein, zu dem Borken gehörte, am 11. Juli 1920 über die weitere staatliche Zugehörigkeit zu Ostpreußen (und damit zu Deutschland) oder den Anschluss an Polen ab. In Borken stimmten 180 Einwohner für den Verbleib bei Ostpreußen, auf Polen entfielen keine Stimmen.
Am 30. September 1928 wurde die Landgemeinde Borken um den Nachbarort Miechowen (1938–1945 Niederhorst, polnisch Miechowo) erweitert, der eingemeindet wurde. Die Einwohnerzahl stieg bis 1933 auf 353 und belief sich 1939 noch auf 313.
In Kriegsfolge kam Borken 1945 mit dem gesamten südlichen Ostpreußen zu Polen und erhielt die polnische Namensform Borki. Heute ist das Dorf Sitz eines Schulzenamtes (polnisch Sołectwo), in das auch der Nachbarort Borecki Dwór (Borkenhof) einbezogen ist. Somit ist es eine Ortschaft im Verbund der Gmina Ełk (Landgemeinde Lyck) im Powiat Ełcki (Kreis Lyck), bis 1998 der Woiwodschaft Suwałki, seither der Woiwodschaft Ermland-Masuren zugehörig.

### Amtsbezirk Borken (ca. 1888 bis 1945)
Das genaue Datum der Umbenennung des Amtsbezirks Gorczitzen in Amtsbezirk Borken ist nicht bekannt. Vor 1888 wurden elf Dörfer in den neu benannten Amtsbezirk übernommen. Am Ende waren es aufgrund struktureller Veränderungen noch neun:
| Name           | Änderungsname 1938 bis 1945 | Polnischer Name | Bemerkungen                                    |
| -------------- | --------------------------- | --------------- | ---------------------------------------------- |
| Borken         |                             | Borki           |                                                |
| Dlugochorellen | (ab 1897) Langsee           | Długochorzele   |                                                |
| Downaren       |                             |                 | 1897 mit Dlugochorellen zu „Langsee“ vereinigt |
| Glinken        |                             | Glinki          |                                                |
| Gorczitzen     | (ab 1928) Deumenrode        | Gorczyce        |                                                |
| Kobylinnen     | Kobilinnen                  | Kobylinek       |                                                |
| Miechowen      | Niederhorst                 | Miechowo        | 1928 nach Borken eingemeindet                  |
| Mylussen       | Milussen                    | Miłusze         |                                                |
| Popowen        | Wittingen (Ostpr.)          | Popowo          |                                                |
| Sokolken       | Stahnken                    | Sokółki         |                                                |
| Soltmahnen     |                             | Sołtmany        |                                                |

Am 1. Januar 1945 bildeten den Amtsbezirk Borken noch die Dörfer: Borken, Deumenrode, Glinken, Kobilinnen, Langsee, Milussen, Soltmahnen, Stahnken und Wittingen.

## Religionen
Bis 1945 war Borken in die evangelische Kirche Ostrokollen (1938–1945 Scharfenrade, polnisch Ostrykół) in der Kirchenprovinz Ostpreußen der Evangelischen Kirche der Altpreußischen Union sowie in die römisch-katholische Kirche St. Adalbert in Lyck im Bistum Ermland eingepfarrt.
Heute gehört Borki katholischerseits zur Pfarrei Bajtkowo (Baitkowen, 1938–1945 Baitenberg) im Bistum Ełk der Römisch-katholischen Kirche in Polen. Die evangelischen Einwohner halten sich zur Kirchengemeinde in der Stadt Ełk, einer Filialgemeinde der Pfarrei Pisz (deutsch Johannisburg) in der Diözese Masuren der Evangelisch-Augsburgischen Kirche in Polen.

## Verkehr
Borki liegt ein wenig abseits vom Verkehrsgeschehen, ist jedoch über Nebenstraßen mit seinem Umland verbunden und an die polnische Landesstraße 65 (im Abschnitt der einstigen deutschen Reichsstraße 132) sowie die Woiwodschaftsstraße 667 angebunden. Eine Bahnanbindung besteht nicht.